# Eupithecia maloti
Eupithecia maloti es una especie de polilla de la familia Geometridae. La especie fue descrita por primera vez por Martin Krüger habiendo sido descrita en 2000, con distribución en Lesoto y Sudáfrica. El holotipo de la especie fue hayada por Krüger en los alrededores de una montaña de gran altura conocida en Lesoto como Maloti, de ahí su nombre, parte del sistema Drakensberg o montañas del dragón; en zulú: uKhahlamba.